# Scott Hoying
Scott Richard Hoying (Arlington, Texas, 17 de setembro de 1991) é um cantor, compositor, pianista e um dos membros do grupo a capella Pentatonix.

## Biografia
Scott tem se apresentado musicalmente desde os 8 anos de idade. Formou-se em Martin High School no ano de 2010, em Arlington, no Texas. Foi para a Universidade do Sul da Califórnia onde se juntou ao SoCal VoCals, um grupo a capella, mas não permaneceu. Anos depois, pediu a Mitch Grassi e Kirstie Maldonado, também membros do Pentatonix, para uma audição a capella na competição musical da terceira temporada do NBC The Sing-Off. Decidiram, então, que precisavam de mais dois membros, então contataram Avi Kaplan e Kevin Olusola para o baixo e beatbox.  O grupo passou a se chamar Pentatonix, como sugerido por Scott, por influência da escala pentatônica, uma escala musical com cinco notas por oitava. O grupo acreditou que as cinco notas da escala oitava correspondiam à sua composição. Substituíram a última letra do nome do grupo por um "x" a fim de torná-lo mais atraente. Venceram a competição, levando U$200.000 dólares, além de um contrato com Sony Music.
Atualmente, Pentatonix viaja ao redor do mundo para performarem em seus shows esgotados. O canal do YouTube do Pentatonix tem mais de 15.700.000 de inscritos e mais de 3.500.000.000 de visualizações. Juntamente com os demais membros do grupo e seu produtor Ben Bram, ganhou dois Grammys, um para o medley de "Daft Punk" e um para a cover de "Dance of the Sugar Plum Fairy", ambos sob o contexto de "Melhor Arranjo, Instrumental ou A Capella". O grupo fez uma pequena aparição no filme Pitch Perfect 2.

## Superfruit
Em agosto de 2013, Scott Hoying e Mitch Grassi criaram o canal de vlog chamado de "Superfruit", onde lançam vídeos todas as terças-feiras. O canal ultrapassou 1 milhão de inscritos durante a semana de Natal do ano de 2014 e continua a crescer. Eles têm colaborado com várias personalidades famosas, como Tyler Oakley, Grace Helbig, Tori Kelly, Miranda Sings, Todrick Hall, Hart Mamrie, Maisie Williams e Victoria Justice.
Até o momento, três dos seus covers musicais do canal "Frozen Medley feat. Kirstie Maldonado, "BEYONCÉ" e "Evolution of Miley Cyrus", ganharam mais de 18 milhões, 16 milhões e 17 milhões de visualizações, respectivamente.